# Dimyidae
Famille
Les Dimyidae sont une famille de mollusques bivalves.

## Liste des genres
Selon ITIS:
- genre Basiliomya Bayer, 1971
- genre Dimya Roualt, 1848
- genre Dimyella Moore, 1969